# Fimafeng
En la mitología nórdica Fimafeng es uno de los sirvientes del gigante Ægir. Su nombre significa "mozo rápido" y es mencionado en Lokasenna, Edda poética. En esta obra se relata que Loki mata a Fimafeng durante una reunión en honor a los Æsir celebrada en la morada de Ægir. Esto hizo que Loki fuese expulsado, sin embargo regresa más tarde tras mantener una disputa verbal con el otro sirviente de Ægir llamado Eldir, y continua insultando a los dioses hasta que se ve obligado a retirarse tras las amenazas de Thor.

Ægir tenía dos sirvientes, Fimafeng y Eldir. Tenían oro brillante en lugar de fuego en la chimenea; la cerveza llegaba sola; y la paz era grande. Los invitados elogiaban en gran forma la habilidad de los sirvientes de  Ægir. Loki no soportó eso, y mató a Fimafeng. Entonces los dioses batieron sus escudos e increparon a Loki y le dirigieron afuera, hacia el bosque y regresaron a beber.
Lokasenna, prólogo,Edda poética